# Karel Pesek
Karel "Káďa" Pešek (20 de septiembre de 1895 en Olomouc , Austria-Hungría - 30 de septiembre de 1970 en Praga , Checoslovaquia ) fue un jugador de fútbol y hockey sobre hielo checoslovaco. Es el único deportista en haber competido en invierno y de verano en los mismos Juegos Olímpicos, compitiendo tanto en fútbol como en hockey sobre hielo en los Juegos Olímpicos de 1920. Como futbolista jugó de centrocampista en el Sparta Praga y en la selección nacional de fútbol de Checoslovaquia. Entre 1913 a 1933 (interrumpido sólo por el servicio militar durante la Primera Guerra Mundial), jugó y anotó 149 goles en su carrera en el club. Pešek fue elegido por la IFFHS ( Federación Internacional de Historia y Estadística del Fútbol ) como el 81º mejor futbolista europeo del siglo XX y el tercer mejor jugador checoslovaco del siglo XX detrás de Josef Bican y Josef Masopust.

## Carrera
Con el Sparta de Praga, Pešek ganó el título nacional checoslovaco en 1919, 1922, 1926, 1927 y 1932, y también ganó la edición inaugural de la Copa Mitropa en 1927. A nivel internacional, Pešek jugó 44 partidos en un lapso de 11 años para el fútbol nacional. equipo, anotando un gol. Participó en los Juegos Olímpicos de 1920 en Amberes y en los Juegos Olímpicos de 1924 en París. Es de destacar que el equipo checo de fútbol llegó a la final del torneo olímpico de 1920 (presumiblemente garantizándoles al menos una medalla de plata), pero fue descalificado de la competencia después de retirarse al final de la primera mitad para protestar contra el arbitraje.

## Hockey sobre hielo
En los Juegos Olímpicos de 1920 (antes de la existencia de los Juegos Olímpicos de Invierno), Pešek también compitió en hockey sobre hielo y ganó la medalla de bronce con la selección checoslovaca. [2] Si el equipo checo de fútbol no se hubiera descalificado del partido por el metal dorado en 1920, Pešek habría sido el primer atleta de la historia en obtener una medalla tanto en un deporte olímpico de verano como de invierno (una hazaña lograda sólo seis veces desde los primeros Juegos Olímpicos). en 1896 )

## Estilo de juego
Pešek comenzó su carrera como jugador como lateral izquierdo, pero cambió a medio central, posición que desempeñó durante la mayor parte de su carrera. Futbolista de tamaño mediano, no era alto pero sí particularmente fuerte, era un atleta destacado (como lo demuestra su participación en dos deportes olímpicos) y se caracterizaba por su gran resistencia física. Pešek era un futbolista técnico completo, un pasador preciso y excelente tanto en defensa como en ataque. A menudo aumentó el ritmo del ataque de sus equipos y se vinculó bien con la línea de ataque. Según el futbolista húngaro Alfred Schaffer , "la ventaja de su juego es la enorme tranquilidad que tiene en la cabeza y en las piernas. Mientras otro medio central se aferra a ti con un ruido sordo, Káda golpea con bastante sigilo y te quita el balón".

## La vida después de los deportes
Pešek se retiró completamente del deporte en 1934, trabajando para el Ministerio de Salud checoslovaco hasta que fue despedido a principios de la década de 1950 por no ser miembro del Partido Comunista. Murió de un paro cardíaco, poco después de cumplir 75 años.